# Chasovoj Island
Chasovoj Island (englische Transkription von russisch Остров Часовой Ostrow Tschassowoi) ist eine Insel vor der Knox-Küste des ostantarktischen Wilkeslands. Sie liegt im Gebiet der Bunger Hills.
Russische Wissenschaftler benannten sie. Der weitere Benennungshintergrund ist nicht überliefert. Das Antarctic Names Committee of Australia übertrug die Benennung 1989 ins Englische. 